# Nadia Narin
Nadia Narin (taj. นาเดียร์ นรินทร์; ur. 21 maja 2000) – tajska zapaśniczka walcząca w stylu wolnym. Srebrna medalistka igrzysk Azji Południowo-Wschodniej w 2023. Trzecia na mistrzostwach Azji kadetów w 2017 roku. 